# Chris Klug
Pour les articles homonymes, voir Klug.
Chris Klug, né le 18 novembre 1972 à Denver dans le Colorado, est un snowboardeur américain spécialisé dans le slalom.
Au cours de sa carrière, il a remporté la médaille de bronze olympique en Jeux olympiques d'hiver de 2002 à Salt Lake City en slalom géant. Il a remporté cette médaille après avoir reçu en 2000 une greffe du foie pour traiter sa cholangite sclérosante primitive. Il est donc devenu le premier athlète à avoir subi cette opération puis remporté une médaille olympique dans n'importe quelle discipline d'été ou d'hiver.

## Palmarès

### Jeux olympiques d'hiver
- Médaillé de bronze olympique en slalom géant aux Jeux olympiques d'hiver de 2002 à Salt Lake City ( États-Unis)